# Câmara dos Representantes de Nova Hampshire
A Câmara dos Representantes de New Hampshire é a câmara baixa da Corte Geral New Hampshire, a legislatura do estado norte-americano de New Hampshire. A Câmara dos Representantes é composta por 400 membros eleitos em 204 distritos eleitorais em todo o estado, sendo o segundo maior corpo legislativo do país, atrás apenas da Câmara dos Representantes do Congresso. Em média, cada legislador representa cerca de 3.300 moradores.
No dia  5 de janeiro de 1776, seis meses antes da Declaração de Independência dos Estados Unidos, embora ameaçado de represálias pela Coroa Britânica e com um eleitorado dividido sobre o rompimento com a metrópole, em New Hampshire foi aprovada a primeira constituição estadual. No dia seguinte, a Câmara dos Representantes foi criada. A primeira legislatura foi constituída por 87 membros, cada um representando 100 famílias. Acompanhando o crescimento da população, o número de representantes aumentou. Em 1942, uma emenda constitucional limitou o número de representantes a no máximo 400 e no mínimo 375 membros. Em 1921, as primeiras mulheres foram eleitas.
O número de deputados varia proporcionalmente a população do distrito. Em círculos plurinominais, os eleitores votam de acordo com o número total de lugares a serem preenchidos; por exemplo, em um distrito de dois membros, um eleitor pode votar em até dois candidatos.
A Câmara dos Representantes se reúne, juntamente com o Senado Estadual, no New Hampshire State House desde 1819, sendo este o mais antigo edifício legislativo em uso contínuo do país.

## Composição atual
| Afiliação           | Membros |
| ------------------- | ------- |
| Partido Republicano | 237     |
| Partido Democrata   | 161     |
| Independente        | 1       |
| Vacante             | 1       |

### Atuais Representantes[2]

#### Condado de Belknap
| Distrito | Representante (s)  | Partido     |
| -------- | ------------------ | ----------- |
| 1        | Valerie Fraser     | Republicano |
| 2        | Glen Aldrich       | Republicano |
| 2        | Russel Dumais      | Republicano |
| 2        | George Hurt        | Republicano |
| 2        | Herb Vadney        | Republicano |
| 3        | Don Flanders       | Republicano |
| 3        | Robert Luther      | Republicano |
| 3        | Franklin T. Tilton | Republicano |
| 3        | Peter Spanos       | Republicano |
| 4        | Denis Fields       | Republicano |
| 4        | Brian Gallagher    | Republicano |
| 5        | David D. Russel    | Republicano |
| 5        | Peter Varney       | Republicano |
| 6        | Sharel Lebreche    | Republicano |
| 6        | Michael Sylvia     | Republicano |
| 7        | Guy Comtoins       | Republicano |
| 8        | Raymond Howard     | Republicano |
| 9        | Robert Fisher      | Republicano |

#### Condado de Carrol
| Distrito | Representante (s) | Partido     |
| -------- | ----------------- | ----------- |
| 1        | Gene Chandler     | Republicano |
| 2        | Tom Buco          | Democrata   |
| 2        | Frank McCarthy    | Republicano |
| 2        | Karen Umberger    | Republicano |
| 3        | Mark McConkey     | Republicano |
| 3        | Susan Ticehurs    | Democrata   |
| 4        | Glenn Cordelli    | Republicano |
| 4        | Karel Crawford    | Republicano |
| 5        | Lino Avellani     | Republicano |
| 5        | Ed Comeau         | Republicano |
| 5        | Bill Nelson       | Republicano |
| 6        | Harold Parker     | Republicano |
| 6        | Steve Schmidt     | Republicano |
| 7        | Ed Butler         | Democrata   |
| 8        | Ted Wright        | Republicano |

#### Condado de Cheshire
| Distrito | Representante      | Partido     |
| -------- | ------------------ | ----------- |
| 1        | Michael Abbott     | Democrata   |
| 1        | Paul Berch         | Democrata   |
| 1        | Tara Sad           | Democrata   |
| 1        | Lucy McVitty Weber | Democrata   |
| 2        | John Mann          | Democrata   |
| 3        | Daniel Adams Eaton | Democrata   |
| 4        | William Pearson    | Democrata   |
| 5        | John Bordenet      | Democrata   |
| 6        | Timothy Robertson  | Democrata   |
| 7        | Gladys Johnsen     | Democrata   |
| 8        | Cynthia Chase      | Democrata   |
| 9        | Dick Ames          | Democrata   |
| 9        | Douglas Ley        | Democrata   |
| 10       | Marge Shepardson   | Democrata   |
| 11       | Susan Emerson      | Republicano |
| 11       | John B. Hunt       | Republicano |
| 12       | Jim McConnell      | Republicano |
| 12       | Ben Tilton         | Democrata   |
| 13       | Henry Parkhurst    | Democrata   |
| 14       | Frank Sterling Jr. | Republicano |
| 15       | Bruce Tatro        | Democrata   |
| 16       | Larry Phillips     | Democrata   |
| 16       | Kris Roberts       | Democrata   |

#### Condado de Coos
| Distrito | Representante           | Partido     |
| -------- | ----------------------- | ----------- |
| 1        | John Fothergill         | Republicano |
| 1        | Larry Rappaport         | Republicano |
| 2        | Wayne Moynihan          | Democrata   |
| 3        | Alethea Lincoln Froburg | Democrata   |
| 3        | Robert Theberge         | Democrata   |
| 3        | Yvonne Thomas           | Democrata   |
| 4        | Herbert Richardson      | Republicano |
| 5        | John Tholl, Jr.         | Republicano |
| 6        | William Hatch           | Democrata   |
| 7        | Leon Rideout            | Republicano |

#### Condado de Grafton
| Distrito | Representante         | Partido     |
| -------- | --------------------- | ----------- |
| 1        | Erin Tapper Hennessey | Republicano |
| 1        | Linda Massimilla      | Democrata   |
| 2        | Rebecca Brown         | Democrata   |
| 3        | Susan Ford            | Democrata   |
| 4        | Rick Ladd             | Republicano |
| 5        | Edmond Gionet         | Republicano |
| 6        | Kevin Mayes           | Democrata   |
| 7        | Eric Johnson          | Republicano |
| 8        | Travis Bennett        | Democrata   |
| 8        | Mary Cooney           | Democrata   |
| 8        | Suzanne Smith         | Democrata   |
| 9        | Robert Hull           | Republicano |
| 9        | Jeff Shackett         | Republicano |
| 10       | Wendy Piper           | Democrata   |
| 11       | Charles Townsend      | Democrata   |
| 12       | Chris Brown           | Democrata   |
| 12       | Martha Hennessey      | Democrata   |
| 12       | Patricia Higgins      | Democrata   |
| 12       | Sharon Nordgren       | Democrata   |
| 13       | Richard Abel          | Democrata   |
| 13       | Susan Almy            | Democrata   |
| 13       | George Sykes          | Democrata   |
| 13       | Andy White            | Democrata   |
| 14       | Brad Bailey           | Republicano |
| 15       | Paul Ingbretson       | Republicano |
| 16       | Dwayne Brown          | Republicano |
| 17       | Stephen Darrow        | Republicano |

#### Condado de Hillsborough
| Distrito | Representante        | Partido     |
| -------- | -------------------- | ----------- |
| 1        | Marjorie Porter      | Democrata   |
| 1        | Gilman Shattuck      | Democrata   |
| 2        | Daniel Donovan       | Republicano |
| 2        | Gary Hopper          | Republicano |
| 2        | Neal Kurk            | Republicano |
| 3        | Jonathan Manley, Sr. | Democrata   |
| 4        | Carol Roberts        | Democrata   |
| 4        | Kermit Williams      | Democrata   |
| 5        | William L. O'Brien   | Republicano |
| 5        | David Woodbury       | Democrata   |
| 6        | Rick Christie        | Republicano |
| 6        | Barbara Griffin      | Republicano |
| 6        | Dave Pierce          | Republicano |
| 6        | Claire Rouillard     | Republicano |
| 6        | Nick Zaricki         | Republicano |
| 7        | David Danielson      | Republicano |
| 7        | Bart Fromuth         | Republicano |
| 7        | Linda Gould          | Republicano |
| 7        | Keith Murphy         | Republicano |
| 7        | Ken Peterson         | Republicano |
| 7        | Terry Wolf           | Republicano |
| 8        | Jeff Goley           | Democrata   |
| 8        | Joseph Lachance      | Republicano |
| 9        | Linda DiSilvestro    | Democrata   |
| 9        | Bill O'Neil          | Democrata   |
| 10       | Jean Jeudy           | Democrata   |
| 10       | Patrick Long         | Democrata   |
| 11       | Elizabeth Edwards    | Democrata   |
| 11       | Robert Walsh         | Democrata   |
| 12       | Amanda Bouldin       | Democrata   |
| 12       | Ted Rokas            | Democrata   |
| 13       | Larry Gagne          | Republicano |
| 13       | William Infantine    | Republicano |
| 14       | Mary Freitas         | Democrata   |
| 14       | Mary Heath           | Democrata   |
| 15       | Thomas Katsiantonis  | Democrata   |
| 15       | Mark McLean          | Republicano |
| 16       | Barbara Shaw         | Democrata   |
| 16       | Victoria Sullivan    | Republicano |
| 17       | Tammy Simmons        | Republicano |
| 17       | Timothy Smith        | Democrata   |
| 18       | Patricia Cornell     | Democrata   |
| 18       | Armand Forest        | Democrata   |
| 19       | Bob Backus           | Democrata   |
| 19       | Dick Marston         | Republicano |
| 20       | Ralph Boehm          | Republicano |
| 20       | Frank Byron          | Republicano |
| 21       | John Balcom          | Republicano |
| 21       | Dick Barry           | Republicano |
| 21       | Chris Christensen    | Republicano |
| 21       | Dick Hinch           | Republicano |
| 21       | Josh Moore           | Republicano |
| 21       | Jeanine Notter       | Republicano |
| 21       | Tony Pellegrino      | Republicano |
| 21       | Phil Straight        | Republicano |
| 22       | Peter Hansen         | Republicano |
| 22       | Robert Rowe          | Republicano |
| 22       | Stephen Stepanek     | Republicano |
| 23       | Barbara Biggie       | Republicano |
| 23       | Bill Goulette        | Republicano |
| 23       | Carolyn Halstead     | Republicano |
| 23       | Shawn Sweeney        | Republicano |
| 24       | Peter Leishman       | Democrata   |
| 24       | Ivy Vann             | Democrata   |
| 25       | James Coffey         | Republicano |
| 25       | Jim Parison          | Republicano |
| 26       | Christopher Adams    | Republicano |
| 26       | Jack Flanagan        | Democrata   |
| 27       | Jim Belanger         | Republicano |
| 27       | Carolyn Gargasz      | Republicano |
| 28       | Eric Eastman         | Republicano |
| 28       | Elizabeth Ferreira   | Republicano |
| 28       | Carl W. Seidel       | Republicano |
| 29       | Suzanne Harvey       | Democrata   |
| 29       | Donald McClaren      | Republicano |
| 29       | Peggy McCarthy       | Republicano |
| 30       | Alan Cohen           | Democrata   |
| 30       | Cindy Rosenwald      | Democrata   |
| 30       | Lisa E. Scontsas     | Republicano |
| 31       | Pam Brown            | Democrata   |
| 31       | David Cote           | Democrata   |
| 31       | Mary Gorman          | Democrata   |
| 32       | Don LeBrun           | Republicano |
| 32       | David Murotake       | Republicano |
| 32       | Barry Palmer         | Republicano |
| 33       | Efstathia Booras     | Democrata   |
| 33       | Ken N. Gidge         | Democrata   |
| 33       | Lee Guerette         | Democrata   |
| 34       | Edith Hogan          | Republicano |
| 34       | Timothy Soucy        | Democrata   |
| 34       | Timothy Twombly      | Republicano |
| 35       | Daniel Hansberry     | Democrata   |
| 35       | Latha Mangipudi      | Democrata   |
| 35       | Pete Silva           | Republicano |
| 36       | Marty Jack           | Democrata   |
| 36       | Michael O'Brien      | Democrata   |
| 36       | Bill Ohm             | Republicano |
| 37       | Lars Christiansen    | Republicano |
| 37       | Eric Estevez         | Republicano |
| 37       | Bob Haefner          | Republicano |
| 37       | Shawn Jasper         | Republicano |
| 37       | Lynne Ober           | Republicano |
| 37       | Russell T. Ober III  | Republicano |
| 37       | Kimberly Rice        | Republicano |
| 37       | Eric Schleien        | Republicano |
| 37       | Gregory Smith        | Republicano |
| 37       | Charlene Takesian    | Republicano |
| 37       | Jordan Ulery         | Republicano |
| 38       | Richard McNamara     | Democrata   |
| 38       | Frank Edelblut       | Republicano |
| 39       | John Burt            | Republicano |
| 40       | Keith Ammon          | Republicano |
| 41       | Laurie Sanborn       | Republicano |
| 42       | Kendall Snow         | Democrata   |
| 42       | Daniel Sullivan      | Democrata   |
| 43       | Benjamin Baroody     | Democrata   |
| 43       | Christopher Herbert  | Democrata   |
| 43       | Kathleen Souza       | Republicano |
| 44       | Andy Martel          | Republicano |
| 44       | Mark Proulx          | Republicano |
| 45       | Jane Ellen Beaulieu  | Democrata   |
| 45       | Carlos Gonzalez      | Republicano |

#### Condado de Merrimack
| Distrito | Representante      | Partido      |
| -------- | ------------------ | ------------ |
| 1        | Mario Ratzki       | Democrata    |
| 2        | Harold French      | Republicano  |
| 2        | Werner Horn        | Republicano  |
| 3        | Gregory Hill       | Republicano  |
| 3        | Deborah Wheeler    | Democrata    |
| 4        | Douglas Long       | Republicano  |
| 5        | Karen Ebel         | Democrata    |
| 5        | David Kidder       | Republicano  |
| 6        | Barbara French     | Democrata    |
| 6        | Geoffrey Hirsch    | Democrata    |
| 7        | Clyde Carson       | Democrata    |
| 8        | Caroletta Alicea   | Democrata    |
| 9        | Howard Moffett     | Democrata    |
| 9        | George Saunderson  | Democrata    |
| 10       | David Luneau       | Independente |
| 10       | Mel Myler          | Democrata    |
| 10       | Mary Jane Wallner  | Democrata    |
| 11       | Steve Shurtleff    | Democrata    |
| 12       | Paul Henle         | Democrata    |
| 13       | June Frazer        | Democrata    |
| 14       | Jim MacKay         | Democrata    |
| 15       | Linda Kenison      | Democrata    |
| 16       | Helen Deloge       | Democrata    |
| 17       | Dick Patten        | Democrata    |
| 18       | Paula Bradley      | Democrata    |
| 19       | Christy Bartlett   | Democrata    |
| 20       | David Doherty      | Democrata    |
| 20       | Brian Seaworth     | Republicano  |
| 20       | Dianne Schuett     | Democrata    |
| 21       | Michael Brewster   | Republicano  |
| 21       | Dan McGuire        | Republicano  |
| 22       | Alan Turcotte      | Democrata    |
| 23       | J.R. Hoell         | Republicano  |
| 23       | Bill Kuch          | Republicano  |
| 23       | John Martin        | Republicano  |
| 24       | David Hess         | Republicano  |
| 24       | Frank Kotowski     | Republicano  |
| 24       | Dick Marple        | Republicano  |
| 24       | Thomas Walsh IV    | Republicano  |
| 25       | David Karrick, Jr. | Democrata    |
| 26       | Jason Parent       | Republicano  |
| 27       | Mary Stuart Gile   | Democrata    |
| 27       | Chip Rice          | Democrata    |
| 28       | Katherine Rogers   | Democrata    |
| 29       | Carol McGuire      | Republicano  |

#### Condado de Rockingham
| Distrito | Representante               | Partido     |
| -------- | --------------------------- | ----------- |
| 1        | Bruce Hodgdon               | Republicano |
| 2        | Joe Duarte                  | Republicano |
| 2        | James Spillane              | Republicano |
| 2        | -                           | Vacante     |
| 3        | Kathleen Hoelzel            | Republicano |
| 3        | Lawrence Kappler            | Republicano |
| 3        | Carolyn Matthews            | Republicano |
| 4        | James Devine                | Republicano |
| 4        | William Gannon              | Republicano |
| 4        | Joseph Hagan                | Republicano |
| 4        | Jason Osborne               | Republicano |
| 4        | Chris True                  | Republicano |
| 5        | Al Baldasaro                | Republicano |
| 5        | Robert Introne, Jr.         | Republicano |
| 5        | David Lundgren              | Republicano |
| 5        | Betsy McKinney              | Republicano |
| 5        | Sherman Packard             | Republicano |
| 5        | Daniel Tamburello           | Republicano |
| 5        | Doug Thomas                 | Republicano |
| 6        | G. Thomas Cardon            | Republicano |
| 6        | Brian Chirichiello          | Republicano |
| 6        | Beverly Ferrante            | Republicano |
| 6        | Bob Fesh                    | Republicano |
| 6        | Phyllis Katsakiores         | Republicano |
| 6        | David Milz                  | Republicano |
| 6        | John O'Connor               | Republicano |
| 6        | John Potucek                | Republicano |
| 6        | Katherine Prudhomme-O'Brien | Republicano |
| 6        | Jim Webb                    | Republicano |
| 7        | David Bates                 | Republicano |
| 7        | Mary Griffin                | Republicano |
| 7        | Walter Kolodziej            | Republicano |
| 7        | Charles McMahon             | Republicano |
| 8        | Gary Azarian                | Republicano |
| 8        | Arthur Barnes III           | Republicano |
| 8        | Ronald Belanger             | Republicano |
| 8        | Fred Doucette               | Republicano |
| 8        | Robert Elliott              | Republicano |
| 8        | John Manning, Jr.           | Republicano |
| 8        | Anne Priestley              | Republicano |
| 8        | Joe Sweeney                 | Republicano |
| 8        | John Sytek                  | Republicano |
| 9        | Jeffrey Harris              | Republicano |
| 9        | Michael Vose                | Republicano |
| 10       | Dan Itse                    | Republicano |
| 11       | Allen Cook                  | Republicano |
| 12       | Betsy Sanders               | Republicano |
| 13       | Dennis Green                | Republicano |
| 13       | Joe Guthrie                 | Republicano |
| 13       | David Welch                 | Republicano |
| 13       | Kenneth Weyler              | Republicano |
| 14       | Debra DeSimone              | Republicano |
| 14       | William Friel               | Republicano |
| 14       | Shem Kellogg                | Republicano |
| 14       | Norman Major                | Republicano |
| 15       | Mary Allen                  | Republicano |
| 16       | Bob Nigrello                | Republicano |
| 17       | Michael Cahill              | Democrata   |
| 17       | Marcia Moody                | Democrata   |
| 17       | Adam Schroadter             | Republicano |
| 18       | Skip Berrien                | Democrata   |
| 18       | Paula Francese              | Democrata   |
| 18       | Frank Heffron               | Democrata   |
| 18       | Alexis Simpson              | Democrata   |
| 19       | Patrick Abrami              | Republicano |
| 19       | Joanne Ward                 | Republicano |
| 20       | Max Abramson                | Republicano |
| 20       | Francis Chase               | Republicano |
| 20       | Rio Tilton                  | Republicano |
| 21       | Robert Cushing              | Democrata   |
| 21       | Mike Edgar                  | Democrata   |
| 21       | Tracy Emerick               | Republicano |
| 21       | Frederick Rice              | Republicano |
| 22       | Michele Peckham             | Republicano |
| 23       | Pamela Tucker               | Republicano |
| 24       | David Borden                | Democrata   |
| 24       | Tom Sherman                 | Democrata   |
| 25       | Laura Pantelakos            | Democrata   |
| 26       | Rebecca McBeath             | Democrata   |
| 27       | Debbie DiFranco             | Democrata   |
| 28       | Gerry Ward                  | Democrata   |
| 29       | Pamela Gordon               | Democrata   |
| 30       | Jacqueline Cali-Pitts       | Democrata   |
| 31       | Carol Bush                  | Republicano |
| 32       | Yvonne Dean-Bailey          | Democrata   |
| 33       | Steven Woitkun              | Republicano |
| 34       | Jeffrey Oligny              | Republicano |
| 35       | Richard Gordon              | Republicano |
| 36       | Patricia Lovejoy            | Democrata   |
| 37       | Andrew Christie, Jr.        | Republicano |

#### Condado de Strafford
| Distrito | Representante         | Partido     |
| -------- | --------------------- | ----------- |
| 1        | Robert Graham         | Republicano |
| 1        | John Mullen, Jr.      | Republicano |
| 2        | Joseph Pitre          | Republicano |
| 2        | Joshua Whitehouse     | Republicano |
| 3        | David Bickford        | Republicano |
| 3        | Kurt Wuelper          | Republicano |
| 4        | Jackie Cilley         | Democrata   |
| 4        | Len Turcotte          | Republicano |
| 5        | Naida Kaen            | Democrata   |
| 6        | Wayne Burton          | Democrata   |
| 6        | Timothy Horrigan      | Democrata   |
| 6        | Marjorie Smith        | Democrata   |
| 6        | Judith Spang          | Democrata   |
| 6        | Janet Wall            | Republicano |
| 7        | Audrey Stevens        | Democrata   |
| 8        | James Gray            | Republicano |
| 9        | Steven Beaudoin       | Republicano |
| 10       | Warren Groen          | Republicano |
| 11       | Susan DeLemus         | Republicano |
| 12       | Robert Knowles        | Republicano |
| 13       | James Verschueren     | Democrata   |
| 14       | Bill Baber            | Democrata   |
| 15       | Janice Gardner        | Democrata   |
| 16       | Len DiSesa            | Democrata   |
| 17       | Peter Bixby           | Democrata   |
| 17       | Catherine Cheney      | Republicano |
| 17       | Susan Treleaven       | Democrata   |
| 18       | Roger Berube          | Democrata   |
| 18       | Deanna Rollo          | Democrata   |
| 18       | Dale Sprague          | Democrata   |
| 19       | Peter Schmidt         | Democrata   |
| 20       | Tom Southworth        | Democrata   |
| 21       | Kenneth Ward          | Democrata   |
| 22       | Thomas Kaczynski, Jr. | Republicano |
| 23       | Don Leeman            | Republicano |
| 24       | Laura Jones           | Republicano |
| 25       | Joe Hannon            | Republicano |

#### Condado de Sullivan
| Distrito | Representantes (s) | Partido     |
| -------- | ------------------ | ----------- |
| 1        | Lee Walker Oxenham | Democrata   |
| 1        | Andy Schmidt       | Democrata   |
| 2        | Sue Gottling       | Democrata   |
| 3        | Andrew O'Hearne    | Democrata   |
| 4        | Larry Converse     | Democrata   |
| 5        | Raymond Gagnon     | Democrata   |
| 6        | Ernest Bridge      | Republicano |
| 6        | Skip Rollins       | Republicano |
| 7        | Jim Grenier        | Republicano |
| 8        | Thomas Laware      | Republicano |
| 9        | Virginia Irwin     | Democrata   |
| 10       | John Cloutier      | Democrata   |
| 11       | Steven D. Smith    | Republicano |